# گروه نجومی
به گروهی یا انجمنی که به‌طور جمعی به آموزش و پژوهش پیرامون مسائل ستاره‌شناسی می‌پردازند یک گروه نجومی (Astronomical Group) گفته می‌شود. گروه های نجومی در ایران اکثراً به صورت آماتوری یا نیمه حرفه ای فعالیت دارند.